# SpaceX Crew-6
SpaceX Crew-6 är uppdragsbeteckningen för en bemannad rymdfärd med en Dragon 2-rymdfarkost från SpaceX. Farkosten sköts upp med en Falcon 9-raket från Kennedy Space Center LC-39A den 2 mars 2023. Flygningens destination var den Internationella rymdstationen (ISS).
Farkosten dockade med rymdstationen den 3 mars 2023.
Farkosten lämnade rymdstationen den 3 september 2023, några timmar senare återinträdde den i jordens atmosfär och landade i Mexikanska golfen.

## Besättning
| Befälhavare    | Stephen G. Bowen, NASA Hans fjärde rymdfärd |
| Pilot          | Warren Hoburg, NASA Hans första rymdfärd    |
| Flygingenjör 1 | Sultan Al Neyadi Hans första rymdfärd       |
| Flygingenjör 2 | Andrey Fedyaev, RSA Hans första rymdfärd    |